# Orion Studio
Synapse Audio Orion Studio — программа для создания и записи музыки (цифровая звуковая рабочая станция), разработанная немецкой компанией 
Synapse Audio Software. Представляет собой виртуальную студию звукозаписи и ориентирована на работу с интегрированными программными устройствами, подключаемыми модулями (plug-ins) и встраиваемыми VST-инструментами.